# Астафьева-Длугач, Маргарита Иосифовна
Маргарита Иосифовна Астафьева-Длугач (20 июля 1937 — 16 января 1998) — советский и российский историк архитектуры. Доктор архитектуры, специалист по русской архитектуре 1930-х годов.

## Биография
В 1937 году родилась в Москве в семье архитекторов Иосифа Львовича Длугача (1902—1941) и Лидии Михайловны Длугач (Герман) (1906—1971).
После окончания в 1958 году Московского историко-архивного института работала в библиотеке Московского архитектурного института (МАРХИ). Позднее окончила вечернее отделение МАРХИ.
Защитила кандидатскую диссертацию, посвящённую теории и практике градостроительства 1920-х годов. С 1967 года работала научным сотрудником НИИ теории, истории и перспективных проблем советской архитектуры (с 1971 года — ЦНИИ теории и истории архитектуры). Изучала советскую архитектуру и творческое наследие русских архитекторов.
Подготовила монографические исследования о С. Б. Сперанском (Л., 1989; совм. с В. С. Сперанской), К. А. Акопяне (М., 1991; совм. с О. Х. Халпахчьян), И. И. Ловейко (М., 1991; совм. с Е. Н. Левинской). Написала ряд разделов в выпусках архитектурно-критического альманаха «Архитектурное творчество СССР». Автор многочисленных работ об архитектуре и градостроителях Москвы. Вела библиографическую картотеку.
В 1990 году получила степень доктора наук по архитектуре.
Муж — Астафьев Юрий Вадимович (1934—2002), архитектор.
Дочь — Лидия (Лика) Длугач (род. 09 мая 1973), телеведущая, журналист.
Жила на ул. Горького (Тверской), 12. Умерла в Москве в 1998 году. Похоронена на Миусском кладбище.

## Основные научные публикации
- М. И. Астафьева-Длугач, Ю. С. Яралов. Город-герой Москва. — Москва: Стройиздат, 1976. — 342 с.
- М. И. Астафьева-Длугач, Ю. П. Волчок. О формировании образа Москвы. — Москва: Знание, 1980. — 64 с.
- М. И. Астафьева-Длугач, Ю. П. Волчок. Москва строится (семь новелл об архитектуре Москвы). — Москва: Московский рабочий, 1983. — 191 с.
- М. И. Астафьева-Длугач и др. Зодчие Москвы: Т.2: XX в.. — Москва: Московский рабочий, 1988. — 365 с.
- М. И. Астафьева-Длугач. Рассказы об архитектуре Москвы. — Москва: Стройиздат, 1997. — 191 с. — ISBN 5-274-00852-6.[6]